# Reino de Pinya
El Reino de Pinya (en birmano: ပင်းယခေတ်, pronounced [pɪ́ɰ̃ja̰ kʰɪʔ]) fue un Estado monárquico que gobernó la actual región central de Birmania entre los años 1313 y 1365. Este Estado sucedió al Reino de Myinsaing, el cual había controlado el norte de Birmania desde 1297 hasta 1313. Fundado como un Estado sucesor de jure del antiguo Reino de Pagan por Thihathu, Pinya enfrentó divisiones internas desde el principio. La provincia boreal de Sagaing liderada por hijo mayor de Thihathu, Saw Yun, combatió por la autonomía en el período 1315−17, consiguiendo la victoria. Saw Yun sucedió formalmente a su padre en 1325 luego la muerte de este.
- Datos: Q3446213